# Waanders (boeken)
Waanders is een Nederlandse uitgever, drukker en verkoper van boeken, gevestigd in de stad Zwolle.

## Boekhandel
In 1836 werd het bestaande bedrijf van J.W. Robijns dat gevestigd was in de Zwolse Roggenstraat overgenomen door Jan Marten Willem Waanders (1812-1865). In 1904 verhuisde de boekhandel van de firma naar de Grote Markt, alwaar ze bijna een eeuw lang gevestigd bleef. De behuizing op Het Eiland werd in 2002 betrokken.
In 2008 maakte boekhandel Waanders, die tegenwoordig handelt onder de naam Waanders Boekverkopers, bekend dat men wil verhuizen naar de Zwolse Broerenkerk. In 2013 werd deze locatie in gebruik genomen. Ze omvat naast een 'beleefboekhandel' een podium voor culturele activiteiten en een horecavoorziening. De naam van dit filiaal was Waanders In de Broeren.

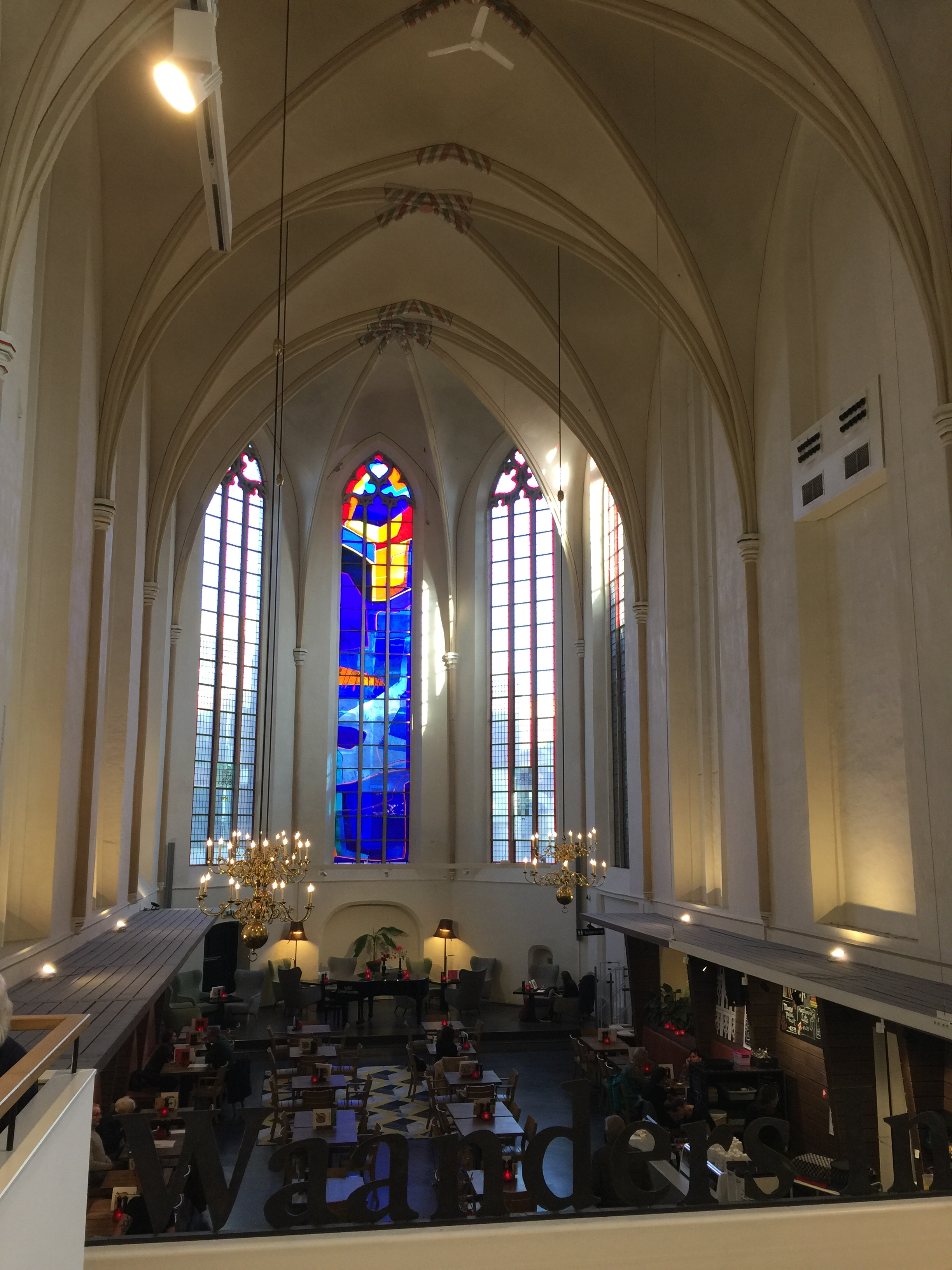
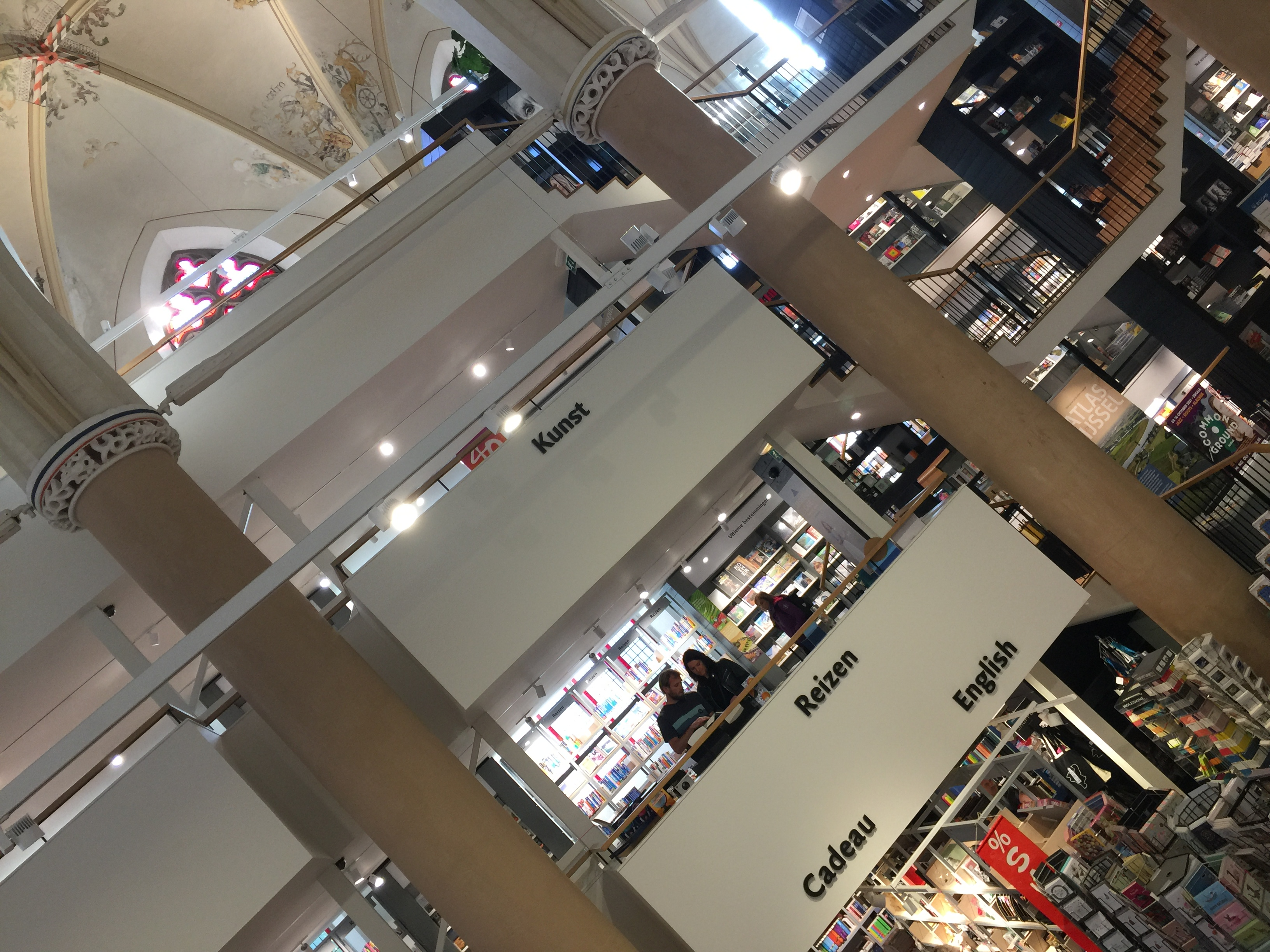
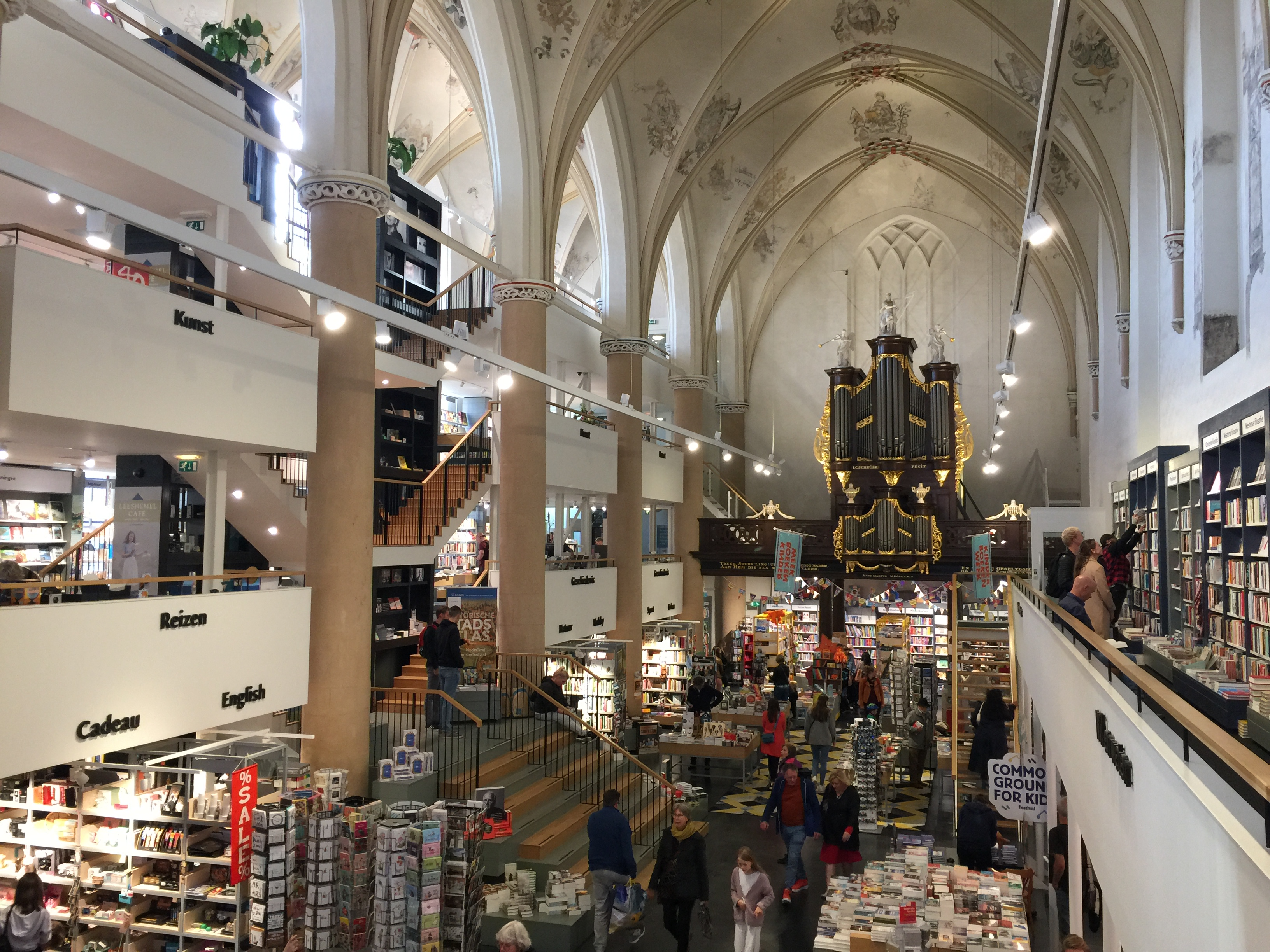

## Uitgeverij en drukkerij
De uitgeverij van Waanders dateerde net als de boekhandel van 1836. Het was aanvankelijk vooral een uitgever van religieuze katholieke boeken, couranten en tijdschriften. Na 1970 is het bedrijf zich gaan toeleggen op uitgaven over geschiedenis en kunst. De uitgeverij werd in 2009 verkocht en ging in 2010 samen met uitgeverij 'De Jonge Hond'. In 2012 is dit bedrijf failliet verklaard en door de laatste aandeelhouders 'doorgestart'. In feite is dit dus een nieuw bedrijf onder de naam WBOOKS. De familie Waanders gebruikt de naam Uitgeverij Waanders sedert 2012 weer, nu voor een dochterbedrijf van hun uitgeverij De Kunst. De drukkerij van Waanders bestond sedert 1901. Ze werd eveneens in 2009 verkocht en opereert sinds 2010 onder de naam Epospress. Het recht op het gebruik van de naam Waanders en de boekhandel bleven in bezit van de familie Waanders.